# 村上信貞
村上 信貞（むらかみ のぶさだ）は南北朝時代の武将。清和源氏信濃村上氏当主。 建武政権期の信濃惣大将。従五位下、河内守。村上信泰の三男。義日（義光）、国信の弟。師貞、師国の父。

## 生涯
兄の村上義日（『太平記』の村上義光のモデル）が元弘の乱で護良親王に従い、元弘3年/正慶2年（1333年）に大和国吉野で戦死すると、家督を相続。建武2年（1335年）に中先代の乱が勃発すると、信濃国内の北条氏残党を平定するため、朝廷から「信濃惣大将」に任じられ、京都から本領の更級郡村上郷に下向した。
同年7月、北条与党の保科氏、四宮氏らが埴科郡船山の守護所を攻めると、守護の小笠原貞宗に加勢して戦い、同年9月、同郡坂木北条城の工藤薩摩守（後の薩摩氏）を攻めた。信貞は延元の乱で後醍醐天皇から離反した足利尊氏に従うが、朝廷が東海道・東山道両道に大軍を発すると、佐久郡大井城を守る大井朝行に加勢し、落城して敗走した。
建武3年（1336年）1月には市河氏らを率いて、埴科郡英多荘の清滝城を攻略し、更級郡牧城の香坂心覚を攻めた。同年2月には筑摩郡麻績御厨で北条時興や在庁官人深志介知光ら南朝勢と交戦した。建武4年（1337年）には高師泰に属して越前国金ヶ崎城で新田義貞軍と戦い、戦功として小県郡塩田荘を宛がわれた。
子の師貞、師国はいずれも高師直より偏諱を受けている。　